# Andradina
Andradina este un oraș în São Paulo (SP), Brazilia.